# Paulo Sérgio Silvestre do Nascimento
Paulo Sérgio Silvestre do Nascimento, conegut com a Paulo Sérgio, (2 de juny de 1969) és un exfutbolista brasiler.

## Selecció del Brasil
Va formar part de l'equip brasiler a la Copa del Món de 1994.

## Palmarès
Bayern Múnic
- Lliga de Campions de la UEFA: 2000–01
- Copa Intercontinental: 2001
- Bundesliga champion: 1999–00, 2000–01
- DFB-Pokal: 1999–00
- DFB-Ligapokal: 1999, 2000

Brasil
- Copa del Món de futbol: 1994